# Фирмани, Эдди
Эдвин Рональд «Эдди» Фирмани (родился 7 августа 1933 года в Кейптауне) — футболист и футбольный тренер. Он родился в Южной Африке, но представлял Италию на международном уровне.

## Клубная карьера
Фирмани играл на позиции центрального или флангового форварда. Он перешёл в английскую команду «Чарльтон Атлетик» в 1950 году и стал регулярно забивать, в том числе он забил пять мячей в ворота «Астон Виллы» в 1955 году (общий счёт 6-1). В то время команда включала несколько игроков из Южной Африки: Джон Хеви, Стюарт Лири и Сид O’Линн. Во время своего первого пребывания с Чарльтон он женился на Пэт Робинсон, дочери помощника менеджера клуба. Позже, в 1955 году, он перешёл в итальянскую команду «Сампдория» за $ 35000, на то время это был рекордный трансфер с участием британского клуба, всего в Италии он провёл восемь лет, в это же время сыграл три матча за сборную Италии, получив право играть там, потому что его дед был итальянцем. Он также играл за «Интер» и «Дженоа».
Он вернулся в Англию в 1963 году, перейдя снова в «Чарльтон». Через два года он переехал в «Саутенд Юнайтед», но вернулся на «Вэлли» в третий раз два сезона спустя. В общей сложности, он сыграл 177 матчей за «Эддикс», забив 89 голов. В знак признания его таланта он был назван величайшим легионером «Чарльтона» в 2005 году. Фирмани является единственным игроком, когда-либо забивавшим 100 голов в лигах Англии и Италии. В 1975 году он сыграл один матч за «Тампа-Бэй Раудис» из Североамериканской футбольной лиги.

## Тренерская карьера

### Чарльтон Атлетик
В 1967 году Фирмани был назначен тренером «Чарльтона», через год он закончил карьеру игрока. Фирмани таким образом стал первым итальянским тренером английского клуба. В своём втором сезоне с Фирмани на посту тренера «Чарльтон» занял третье место во Втором дивизионе, немного не дотянув до повышения. Он был уволен в марте 1970 года, когда Эддикс были вынуждены бороться за выживание.

### Североамериканская футбольная лига
Фирмани переехал в Северную Америку и тренировал несколько команд NASL: «Тампа-Бэй Раудис», «Нью-Йорк Космос» и «Филадельфия Фьюри», которая превратилась в «Монреаль Мэник». Ему удалось привести Раудис к чемпионству NASL в 1975 году, в свой первый год у руля команды, он был назван тренером года NASL в 1976 году.
В 1977 году Фирмани подписал контракт с «Нью-Йорк Космос». Космос тогда был звёздной командой, где играли Пеле, Беккенбауэр, Джорджо Киналья и другие. Фирмани добавил в это созвездие Карлоса Альберто Торреса, капитана сборной Бразилии на Чемпионате мира 1970, и Космос выиграл титулы в 1977 и 1978 годах.
Позже он управлял канадской командой «Монреаль Импакт» в 1993 году и, наконец, «Нью-Йорк Ред Буллз» в 1996 году.
В 1960 году Фирмани написал объемную автобиографию «Футбол с миллионерами», которая представляет собой описание интересного контраста между образом жизни итальянских футболистов и их английских коллег в эпоху максимального размера оплаты труда.

### Ближний Восток
Фирмани тренировал на Ближнем Востоке в середине-конце 1980-х годов и в начале 1990-х годов. Он работал в качестве тренера в Кувейте, а затем в Омане. Он отметил в интервью, что ему и его жене «понравилось в Омане», а затем рассказал, как он привёл «Сур» в высший дивизион впервые в истории клуба. После того, как «Сур» был повышен до первого дивизиона, Мохаммед Бахван, сын известного оманского автомобильного дилера, Сауда Бахвана, предоставил Фирмани и игрокам клуба большие гонорары.
Он также был в плену во время первой войны в Персидском заливе, но был освобожден целым и невредимым.